# Institut Tecnològic d'Israel - Technion

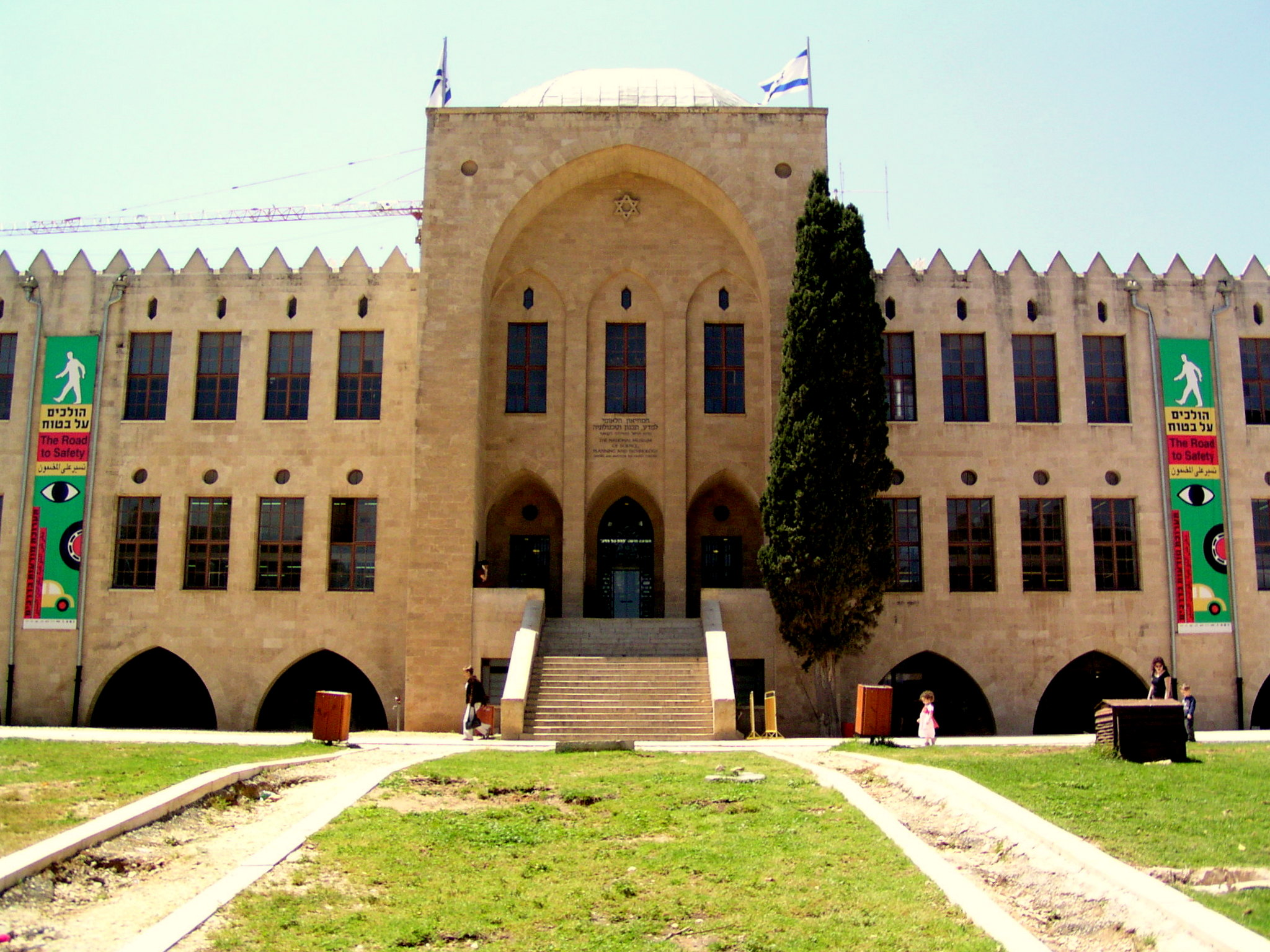
L'històric primer edifici del Technion, avui Museu Nacional de Ciència, Tecnologia i Espai.

L'Institut Tecnològic d'Israel - Technion (en hebreu: הטכניון - מכון טכנולוגי לישראל) es troba a Haifa (Israel) i és el principal i més antic institut científic i tecnològic israelià, fundat l'any 1924. El Technion ha estat des dels seus començaments un important i actiu capdavanter en el desenvolupament i establiment d'Israel. Va ser instituït amb un focus en ciències físiques, enginyeria i arquitectura, però s'ha convertit també en una de les millors facultats de Medicina a nivell mundial, presumint de més premis Nobel en medicina que qualsevol altra escola mèdica del món.
La facultat d'Electrotècnia, l'escola més gran del Technion, va ser classificada entre els 10 millors departaments d'Enginyeria elèctrica del món, i les seves facultats d'Enginyeria, Tecnologia i Ciències de la Computació van ser catalogades entre les 40 millors del món.

## Història[calcitació]
Després d'alguns anys d'intenses activitats pioneres, amb la profunda participació del professor Albert Einstein el Technion obre les portes el 1924, convertint-se a la primera universitat moderna de l'Estat d'Israel (tot i que aquest encara no existia).
La primera classe de graduats va consistir en 16 estudiants de les àrees d'Enginyeria Civil i Arquitectura. Després d'un seriós debat, —La guerra de les llengües—, l'idioma hebreu va ser triat com a llengua per a la instrucció, en comptes de l'alemany, que era llengua habitual d'un bon nombre de professors).
En la dècada de 1930 l'institut va absorbir una gran quantitat d'estudiants jueus i famosos graduats de Polònia, Alemanya i Àustria a causa de l'augment en l'antisemitisme que es donava a Europa i de l'ascens del nazisme al poder. A la fi de la dècada la demanda de població amb títols tècnics va augmentar. La població estudiantil sobrepassava els 400 estudiants i la universitat s'expandeix obrint la Facultat d'Enginyeria Industrial, onze laboratoris i una escola nàutica.
En els anys que precedeixen a la Independència d'Israel, el Technion va esdevenir un actiu centre i font per a les tecnologies de defensa, crucials per al jove estat jueu. En 1948 el Technion va celebrar, amb 680 estudiants, la Declaració d'independència d'Israel.
L'Estat en desenvolupament va crear noves demandes que van ser suplertes gràcies a una llarga varietat d'ambiciosos projectes com la creació del Departament d'Enginyeria Aeronàutica en 1949 que va portar a la fundació d'importants i reeixides indústries aeronàutiques i al desenvolupament d'una força aèria. En la dècada dels quaranta van ser establertes les facultats d'Enginyeria Elèctrica (1948) i Enginyeria Mecànica (1948).
La dècada de 1950 va ser una era d'expansió pel Technion. Cap a 1951 ja explicava l'institut amb 966 pupils. Preveient la falta d'espai el primer Primer Ministre israelià David Ben-Gurión va triar una parcel·la de 300 acres sobre la muntanya Carmelo per al nou campus del Technion. Es van fundar nombroses facultats com les d'Enginyeria Aeroespacial (1953), Enginyeria en Agricultura (1953), Enginyeria química (1954), Química (1958), el Departament d'Humanitats i Arts (1958), Enginyeria Industrial i Adreça (1958).
En la dècada de 1960 el Technion va obrir les portes a centenars d'estudiants d'Àfrica i Àsia. Assoliments de membres del Technion proveeixen assistència tecnològica a països a tot el món, moltes vegades sota l'auspici de les Nacions Unides.
En 1969 es va crear la Facultat de Medicina, una de les poques escoles de medicina del món associades amb un institut de tecnologia. En aquesta mateixa dècada es van fundar la facultat de Matemàtica (1960), la facultat de Física (1960), la facultat d'Enginyeria en Alimentació i Biotecnologia (1962), el Departament d'Educació en Ciència i Tecnologia (1965), la facultat d'Enginyeria en Materials (1967), el Departament d'Enginyeria Biomèdica (1969), la facultat de Medicina (1969) i la Facultat de Ciències de la Computació (1969).
En la dècada de 1970 Israel va quedar marcat per extrems: el trauma de la guerra de Yom Kipur i l'optimisme i esperança de l'acord de pau amb Egipte.
Malgrat els canvis el Technion es manté al capdavant de les activitats tecnològiques del país, produint tecnologia de defensa i planejant recerques cooperatives regionals en temes com la dessalinització i l'energia nuclear.
En 1971 es va fundar la Facultat de Biologia i l'Institut Samuel Neaman per a Estudis Avançats en Ciència i Tecnologia.
En la dècada de 1980 les recerques dutes a terme en el Technion van obrir horitzons a la ràpida expansió de les indústries d'alta tecnologia israelianes. Des del naixement de la fibra òptica i el desenvolupament de l'optoelectrònica els graduats del Technion es mantenen al capdavant de les innovacions tecnològiques.
En aquesta dècada la reputació d'excel·lència del Technion es va veure reforçada a nivell mundial gràcies a fructuoses recerques en diversos camps, com l'energia nuclear, programes d'enginyeria marina i treballs pioners en l'enginyeria robòtica industrial.
A principis de la dècada de 1990 una massiva immigració des de l'antiga Unió Soviètica va augmentar l'alumnat de 9.000 a 10.500. Es van fundar centres multidisciplinaris d'excel·lència, es van desenvolupar nous programes acadèmics i es va llançar un massiu projecte d'expansió del campus incloent la construcció del Centre Taub de Ciència i Tecnologia que conté la Facultat de Ciències en Computació més gran d'occident.
En 1998 el Technion va llançar reeixidament el "Gurwin TechSat II", un microsatèl·it, convertint al Technion en una de les cinc úniques universitats del món a llançar un satèl·lit el disseny del qual, construcció i llançament li pertanyen.

## Facultats[calcitació]
- Facultat d'Enginyeria Aeroespacial, Technion
- Facultat d'Arquitectura i Urbanisme, Technion
- Facultat de Biologia, Technion
- Facultat d'Enginyeria Biomèdica, Technion
- Facultat de Biotecnologia i Enginyeria Alimentària, Technion
- Facultat d'Enginyeria Química, Technion
- Facultat de Química, Technion
- Facultat d'Enginyeria Civil i Mediambiental, Technion
- Facultat de Ciències de la Computació, Technion
- Facultat d'Educació en Tecnologia i Ciència, Technion
- Facultat d'Enginyeria Elèctrica, Technion
- Facultat d'Humanitats i Arts, Technion
- Facultat d'Enginyeria Industrial i Direcció, Technion
- Facultat d'Enginyeria de Materials, Technion
- Facultat de Matemàtiques, Technion
- Facultat d'Enginyeria Mecànica, Technion
- Facultat de Medicina, Technion
- Facultat de Física, Technion

### Facultat de Medicina Rappaport
La Facultat de Medicina Rappaport (en hebreu: הפקולטה לרפואה רפפורט) és una escola de medicina amb seu a Bat Galim, Haifa. La facultat forma part de l' Institut Tecnològic d'Israel - Technion. L'escola va ser establerta a finalitats de la dècada de 1960 per un grup de metges que es van adonar de la necessitat de tenir una acadèmia especialitzada en educació i recerca mèdica. L'escola de medicina es va fusionar amb l'Institut de Tecnologia d'Israel (Technion) en 1973.
A finals de la dècada de 1960, va augmentar la necessitat d'una escola de medicina i un centre de recerca en el nord d'Israel. L'escola de medicina va ser establerta en 1969 per resoldre aquesta necessitat. El 3 de gener de 1971, el consell del Technion va aprovar la fusió de l'escola de medicina amb la universitat. L'1 d'octubre de 1973, l'escola es va esdevenir una facultat del Technion. El suport acadèmic i el financer del Technion van fer progressar l'expansió de l'escola. La facultat és la llar de dos premis Nobel: el professor Avram Hershko i el professor Aaron Ciechanover.

## Dades del Technion[calcitació]
- Campus: 1,325,000 metres quadrats
- Area coberta: 444,237 metres quadrats
- Edificis: 85
- Nombre de llits per a estudiants: 4061
- Facultats: 18

## Estadístiques estudiantils[calcitació]
Població estudiantil en 2011
- Estudiants de Grau: 9,564
- Estudiants de Masters: 2,351
- Estudiants de Doctorats: 934
- TOTAL: 12,849

## Alumnes notables
Graduats del Technion s'ha estimat que constitueixen més del 70 per cent dels fundadors i gerents d'empreses d'alta tecnologia a Israel. 68 per cent de les companyies del Nasdaq israelians van ser fundades i / o estan dirigides per graduats del Technion, i el 74 per cent dels gerents de les indústries electròniques d'Israel mantingui Technion graus En el llibre, fatti-, Shlomo Maital, Amnón Frenkel i Ilana Debare documenten en startups.html nació Technion la contribució dels estudiants Technion en la construcció de l'estat modern d'Israel.
- Shai Agassi - IT empresari, exmembre del comitè executiu de la SAP AG i fundador de la Better Plau
- Saúl Amarel - un pioner en la intel·ligència artificial
- Rom Llaureu - Força Aèria oficial de sistemes d'armes; classificat com desaparegut en acció des de 1986
- Itzhak Bentov - inventor i autor
- Andrei Broder - Captcha desenvolupador, Vice President de Yahoo!, exvicepresident de l'Altavista
- Yaron Brook - president i director executiu de la Ayn Rand Institute
- Moti Bodek (1961) - Arquitecte
- Yona Friedman (1923) - Arquitecte
- Yossi Brut - Medical innovador i emprenedor; membre fundador de Rainbow Medical
- Andi Gutmans - autor de PHP i co-fundador de Zend Technologies
- Abraham H. Haddad - equip
- RAM Karmi (1931) - Arquitecte
- Shaul Ladany - rècord mundial de retenció de marchador, Bergen-Belsen supervivent, Monaco Múnich Massacre supervivent, Professor d'Enginyeria Industrial
- Uzi Landau - polític, Ministre de Turisme
- Daniel M. Lewin - co-fundador i CTO d'Akamai, titular de dos graus Technion, assassinat en resistir-se al segrest del vol d'American Airlines en els atacs contra els Estats Units de l'11 de setembre .
- Blacks Oxman - arquitecte i dissenyador que ensenya en el MIT, conegut pel seu treball en el disseny ambiental i morfogènesis digitals.
- Dadi Perlmutter - Director de Producte d'Intel
- Yossi Vardi - Per més de 40 anys que ha fundat i ajudat a construir més de 60 empreses d'alta tecnologia en una varietat d'indústries, incloent el programari, energia, internet, mòbil, electro-òptic i la tecnologia de l'aigua.
- Arieh Warshel - substància química coneguda en el desenvolupament de models multiescala per a sistemes químics complexos i el guanyador del 2013 Premi Nobel de Química.